# 난아오 전투
난아오 전투(南澳岛之战)는 제2차 국공 내전 도중 중화민국 국군과 중국 인민해방군 사이에 벌어진 전투로 인민해방군이 승리했다. 난아오 섬은 광둥성 본토가 인민해방군의 마수에 떨어진 이후에도 중화민국의 통치 하에 있었다. 1950년 3월 3일 인민해방군 제41야전군 121사단이 난아오 현을 침략했다. 엄청난 적 병력에 맞닥뜨린 중화민국 국군은 방도가 없었고 8시간 전투 이후 인민해방군이 중화민국 국군 사령부를 차지하고 난아오 현을 함락시켰다. 중화민국 국군은 27명이 전사했고 58사단 부사령관 궈멍슝(郭梦熊)과 다른 장교 우차오쥔(吴超骏)을 포함해 1348명이 생포됐다. 중화민국 국군이 패배한 이 전투는 완산 군도와 더불어 중화인민공화국 측에 가깝지만 중화민국 기지에서 멀리 떨어진 섬들을 관리하는 것이 힘듦을 증명했다.

## 같이 보기
- 국민혁명군
- 국공 내전